# Комацу
Кома́цу (яп. 小松市 Комацу-си) — город в префектуре Исикава, Япония. Площадь города составляет 371,13 км², население — 106 870 человек (1 июля 2014), плотность населения — 287,96 чел./км².

## Экономика

### Промышленность
В городе находится машиностроительный завод второго по величине в мире производителя строительного и горного оборудования Komatsu Limited и целый ряд связанных с ним предприятий. Это оказывает влияние на развитие тяжёлой промышленности в регионе Хокурику. Также хорошо развита текстильная промышленность.

## Города-побратимы
- Ангарск, Россия;
- Вилворде, Бельгия;
- Гейтсхед, Англия;
- Гуйлинь, Китай;
- Сузану, Бразилия;
- Чханнён, Южная Корея.